# متعب (اسم)
متعب هو اسم علم مذكر من أصل عربي، ومعناه هو اسم فاعل فعله أتعب الذي يتعب الآخرين، الفارس الشديد.

## شخصيات تحمل الاسم
- متعب الحماد (لاعب كرة قدم سعودي، 13 أغسطس 1998 – )
- متعب المطلق (لاعب كرة قدم سعودي، 10 ديسمبر 1997 – )
- متعب النجراني (لاعب كرة قدم سعودي، 23 فبراير 1991 – )
- متعب بن عبد العزيز آل سعود (سياسي سعودي، 1931 – )
- متعب بن عبد العزيز بن متعب الرشيد (سياسي سعودي، 1888 – يناير 1907)
- متعب بن عبد الله بن عبد العزيز آل سعود (أمير سعودي ووزير الحرس الوطني السعودي السابق، 26 مارس 1952 – )
- متعب بن عبد الله بن علي الرشيد (سياسي من إمارة جبل شمر)
- متعب زيد عسيري (لاعب كرة قدم سعودي، 2 نوفمبر 1987 – )
- متعب شراحيلي (لاعب كرة قدم سعودي، 19 نوفمبر 1992 – )
- متعب مجرشي (لاعب كرة قدم سعودي، 13 أبريل 1993 – )

## وصلات خارجية
- موسوعة السلطان قابوس لأسماء العرب